# مورچه ولنتاین آنتاریس
مورچه ولنتاین آنتاریس (نام علمی: Crematogaster antaris) نام یک گونه از سرده مورچه ولنتاین است. این گونه در ایران یافت می شود.